# Бурмино
Бурмино — деревня в Рязанском районе Рязанской области. Входит в Искровское сельское поселение.

## География
Находится в северо-западной части Рязанской области на расстоянии приблизительно 28 км на юг по прямой от вокзала станции Рязань II.

## История
На карте 1840 года деревня уже была отмечена. В 1859 году здесь (тогда деревня Пронского уезда Рязанской губернии) было учтено 18 дворов, в 1897 — 32.

## Население
Численность населения: 163 человека (1859 год), 301 (1897), 2 в 2002 году (русские 50 %, украинцы 50 %), 1 в 2010.